# Flemington (Misuri)
Flemington es una villa ubicada en el condado de Polk en el estado estadounidense de Misuri. En el Censo de 2010 tenía una población de 148 habitantes y una densidad poblacional de 172,64 personas por km².

## Geografía
Flemington se encuentra ubicada en las coordenadas 37°48′14″N 93°30′5″O / 37.80389, -93.50139. Según la Oficina del Censo de los Estados Unidos, Flemington tiene una superficie total de 0.86 km², de la cual 0.86 km² corresponden a tierra firme y (0%) 0 km² es agua.

## Demografía
Según el censo de 2010, había 148 personas residiendo en Flemington. La densidad de población era de 172,64 hab./km². De los 148 habitantes, Flemington estaba compuesto por el 97.3% blancos, el 0% eran afroamericanos, el 1.35% eran amerindios, el 0% eran asiáticos, el 0% eran isleños del Pacífico, el 0% eran de otras razas y el 1.35% pertenecían a dos o más razas. Del total de la población el 4.73% eran hispanos o latinos de cualquier raza.